# 루사티아 문화
루사티아 문화(Lusatian culture)는 청동기 시대와 철기 시대 초기(1700 BC - 500 BC)에 현재 폴란드와 체코, 슬로바키아, 독일 동부 및 우크라이나 서부의 일부 지역에서 존재했다. 그것은 몬텔리우스 3기(초기 루사티아 문화)에서 북유럽 연대순 체계의 V까지 다룬다.
북유럽 청동기 시대와 밀접한 접촉이 있었다. 할슈타트 문화와 라텐 문화의 영향은 장식품(종아리뼈, 핀)과 무기에서도 특히 볼 수 있다.

## 기원

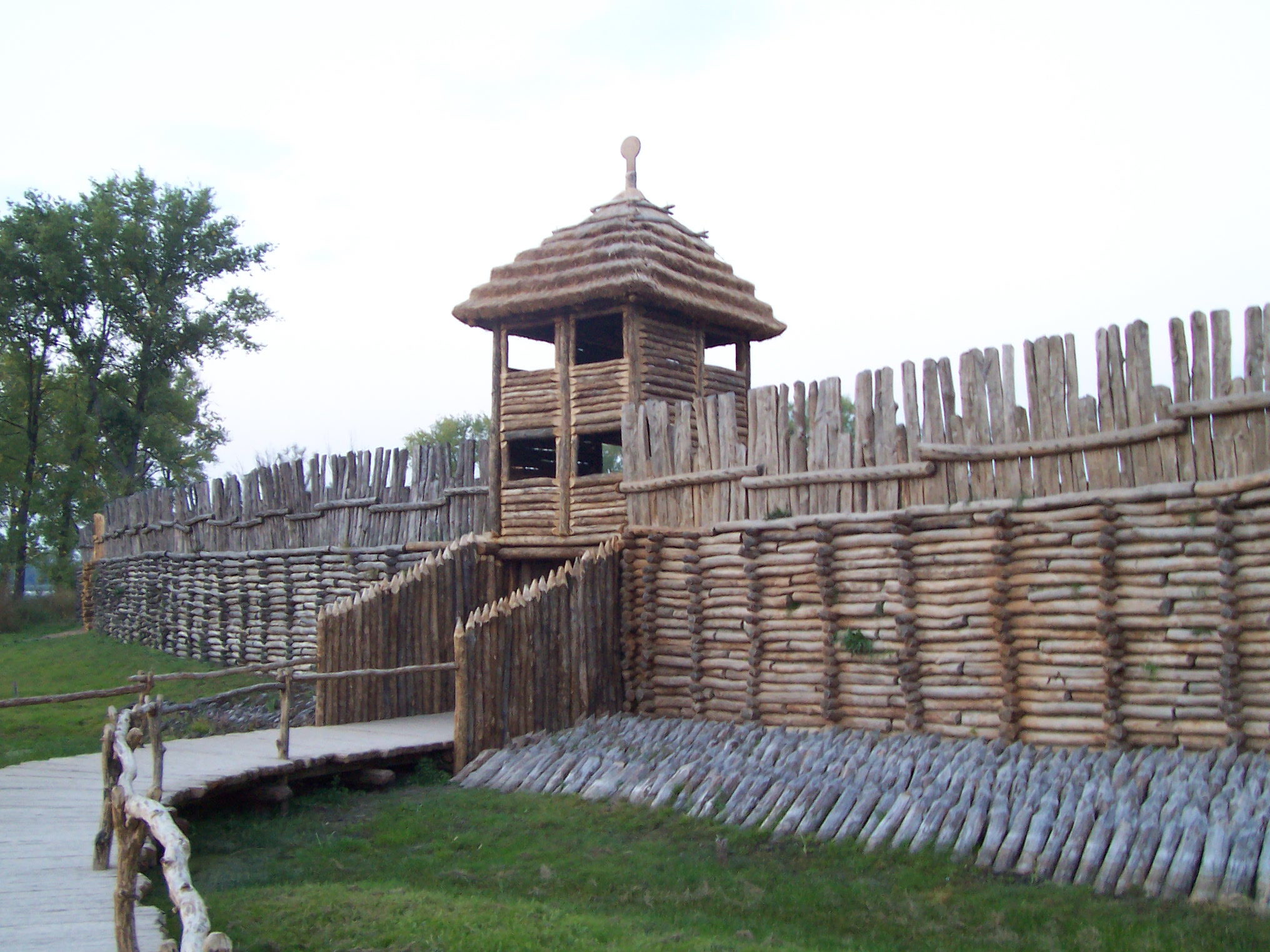
재건된 비스쿠핀 유적 (폴란드)

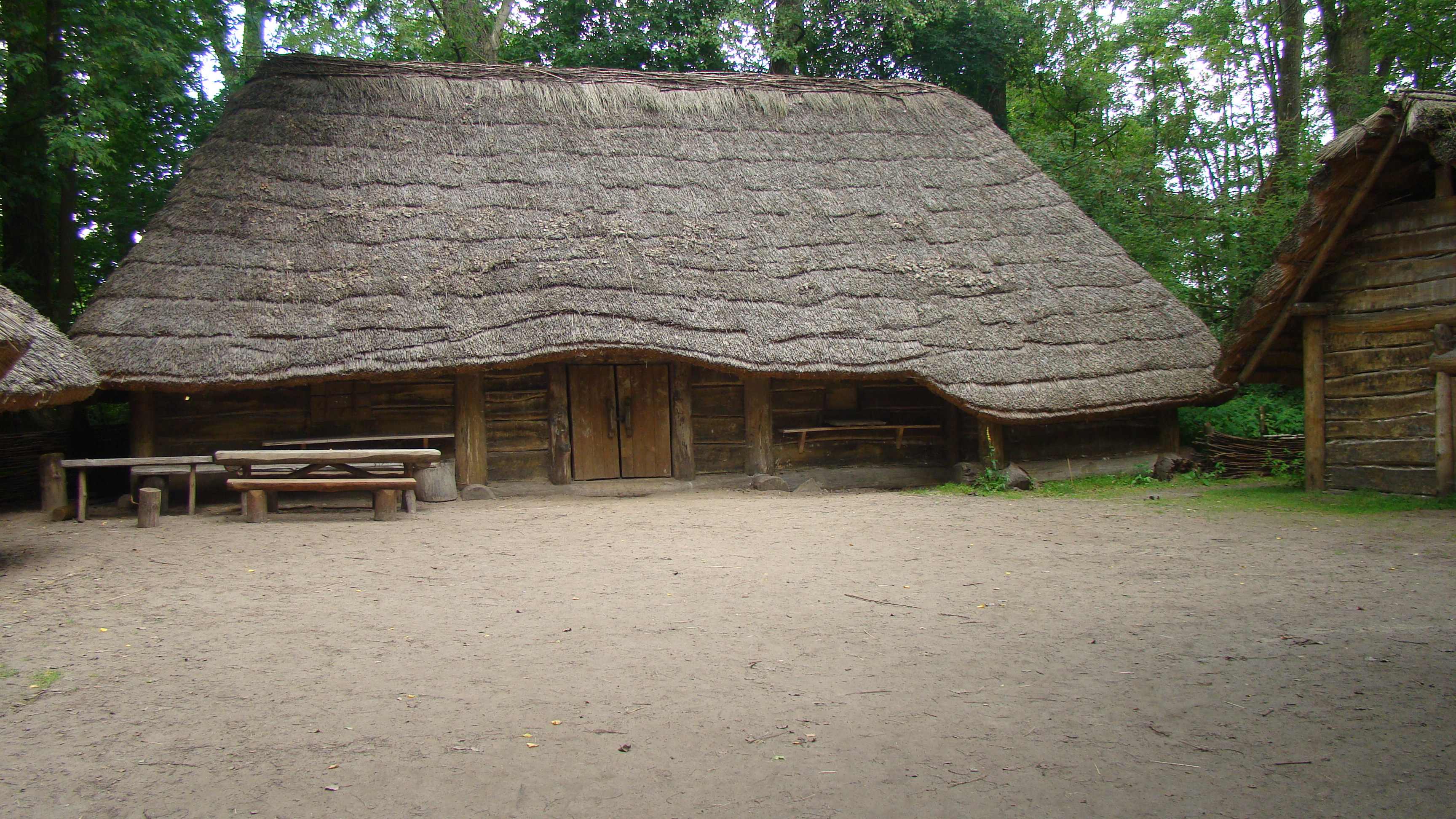
루사티아 주택의 재건

루사티아 문화는 이전의 트슈치니에츠 문화가 청동기 시대 중기의 투물루스 문화의 영향을 경험함에 따라 발전했으며, 본질적으로 지역 공동체를 철기 시대 유럽의 사회 정치적 네트워크에 통합했다. 그것은 프랑스 동부, 독일 남부, 오스트리아에서 헝가리와 독일 북서부과 스칸디나비아의 북유럽 청동기 시대에 이르기까지 발견된 언필드 시스템의 일부를 형성했다. 그것은 서구의 초기 철기 시대의 빌렌도르프 문화가 뒤따랐다. 폴란드에서는 루사티아 문화가 철기 시대의 일부에 걸쳐 (용어적 차이만 있음) 남쪽으로 퍼져있는 포메라니아 문화에 의해 비스와강 어귀 주변의 북부 지역의 몬텔리우스 VIIbc가 뒤를 이었다.
‘루사티아-유형’ 매장은 독일 병리학자이자, 고고학자인 루돌프 피르초(1821-1902)에 의해 처음 기술되었다. 이름은 동부 독일 (브란덴부르크와 작센)과 폴란드 서부의 루사티아 지역을 나타낸다. 피르초는 도자기 유물을 ‘게르만 이전’으로 확인했지만, 제작자의 민족적 정체성에 대한 추측을 거부했다. 폴란드 고고학자 요제프 코스트르체프스키(Józef Kostrzewski)는 1934년 비스쿠핀의 루사티아 정착촌에 대한 광범위한 발굴을 시작했으며, 루사티아 문화는 초기 슬라브인들에게 속한 후기 문화의 전신이라고 가정했다. 카지미에츠 고드오브스키와 피오트르 카자노프스키 같은 현대 고고학자들은 청동기 시대 중부 유럽의 민족 지리학에는 언어와 민족 정체성이 알려지지 않은 민족이 포함되어 있다고 생각한다.

## 문화
매장은 화장에 의한 것이었다. 매장은 드물다. 항아리에는 일반적으로 수많은 (최대 40개의) 보조 그릇이 동반된다. 금속 무덤 부장품은 드물지만, 청동과 금(브란덴부르크의 에베르스발데의 보물)을 모두 포함하는 풍부한 금속 세공품을 포함하는 수많은 보물(예 : Kopaniewo, 포메라니아)이 있다. 바타우네, 작센 및 송풍구와 같은 곰팡이가 들어있는 무덤은 마을 수준에서 청동 도구와 무기의 생산을 증명한다. 독일 브란덴부르크 세딘의 ‘왕족’ 무덤에는 커다란 흙 참새로 덮여 있었고, 청동 그릇과 유리구슬과 같은 지중해 수입품이 들어 있었다. 묘지는 꽤 클 수 있으며 수천 개의 무덤이 있다.
잘 알려진 정착지로는 폴란드의 비스쿠핀과 베를린 근처의 부흐가 있다. 언덕 꼭대기 또는 늪지대에 열린 마을과 요새화 된 정착지 (부르크발 또는 고르드)가 있다. 성벽은 흙이나 돌로 가득 찬 나무 상자로 지어졌다.
그것의 경제는 수많은 저장 구덩이에 의해 증명되는 것과 같이 경작 가능한 농업에 주로 기초했다. 밀(엠머밀)과 여섯 줄 보리는 기장, 호밀과 귀리, 완두콩, 넓은 콩, 렌틸콩 및 야생 아마와 함께 기본 작물을 형성했다. 아마가 재배되었고, 재배된 사과, 배, 자두의 잔해가 발견되었다. 소와 돼지가 가장 중요한 가축이었으며 양, 염소, 말과 개가 그 뒤를 이었다. 실레지아의 철기 시대 항아리에 관한 사진은 승마를 증명하지만, 말은 병거를 그리는 데에도 사용되었다. 붉은 사슴과 알의 사슴, 멧돼지, 들소, 엘크, 토끼, 여우, 늑대의 뼈가 증명하듯이 사냥이 수행되었지만, 소비된 고기의 대부분은 제공하지 못했다. 비스쿠핀에서 발견된 수많은 개구리 뼈는 개구리의 다리도 먹었다는 것을 나타낼 수 있다.

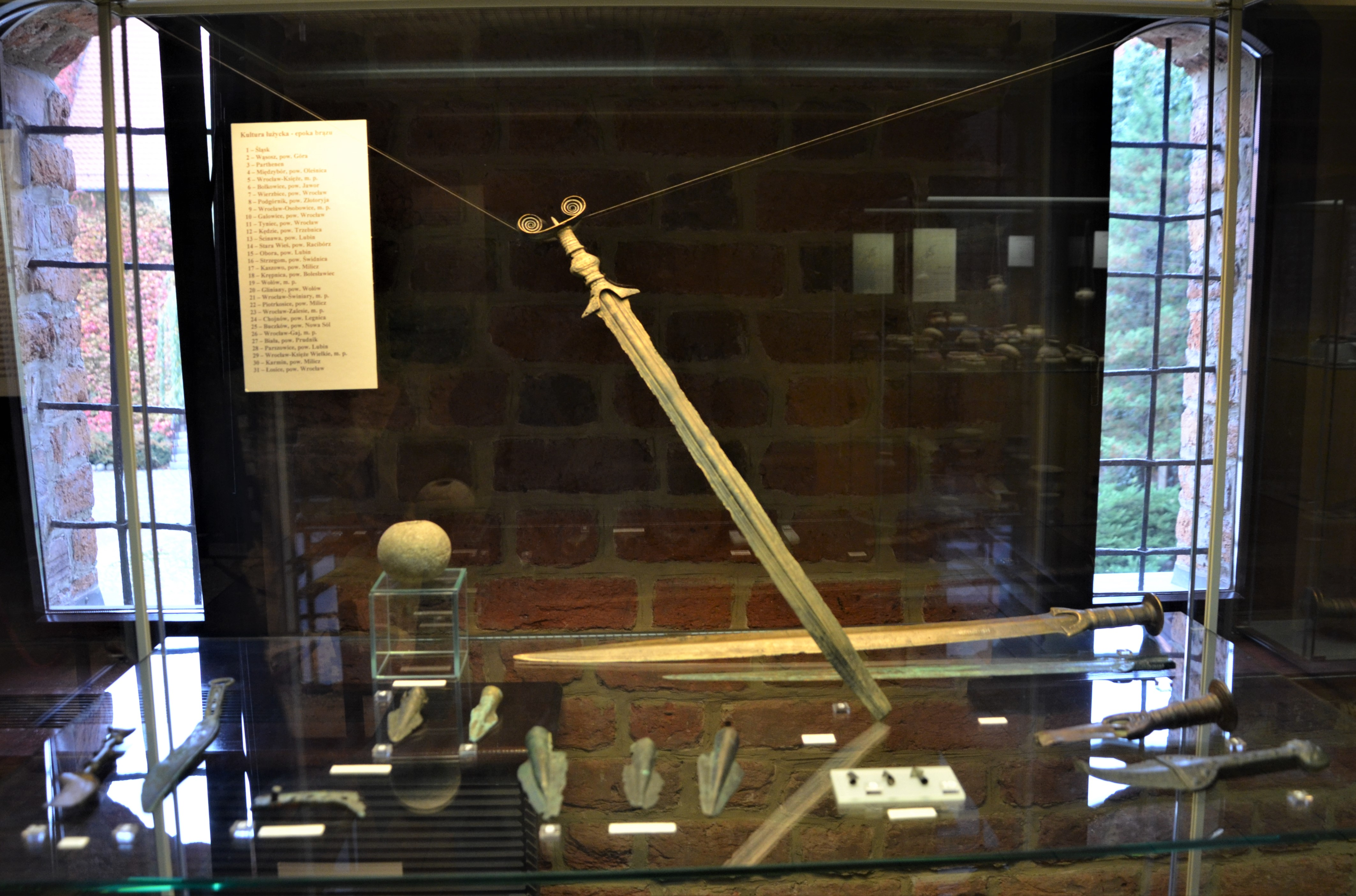
루사티아 병기
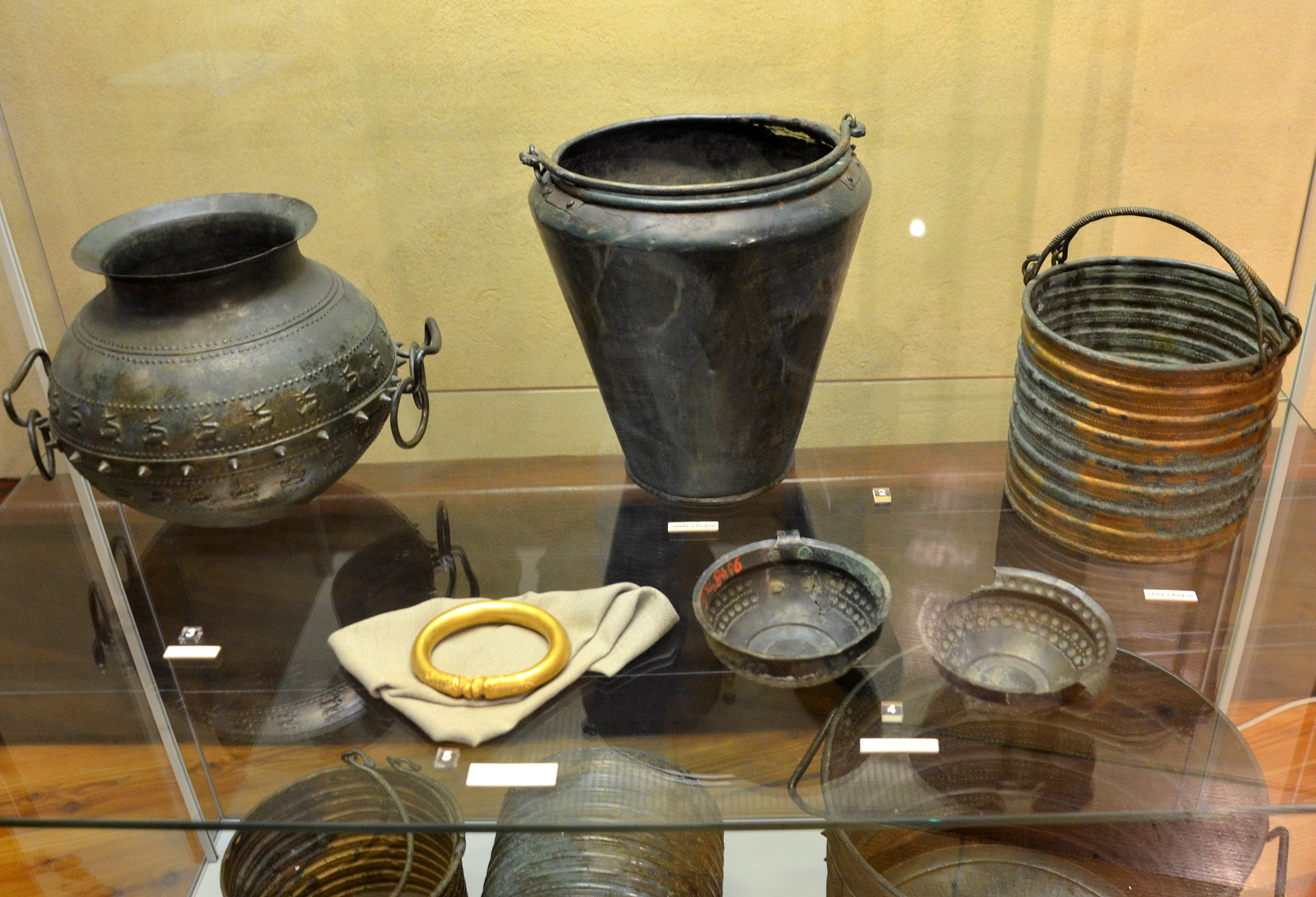
청동기, 철기 시대의 다양한 유물
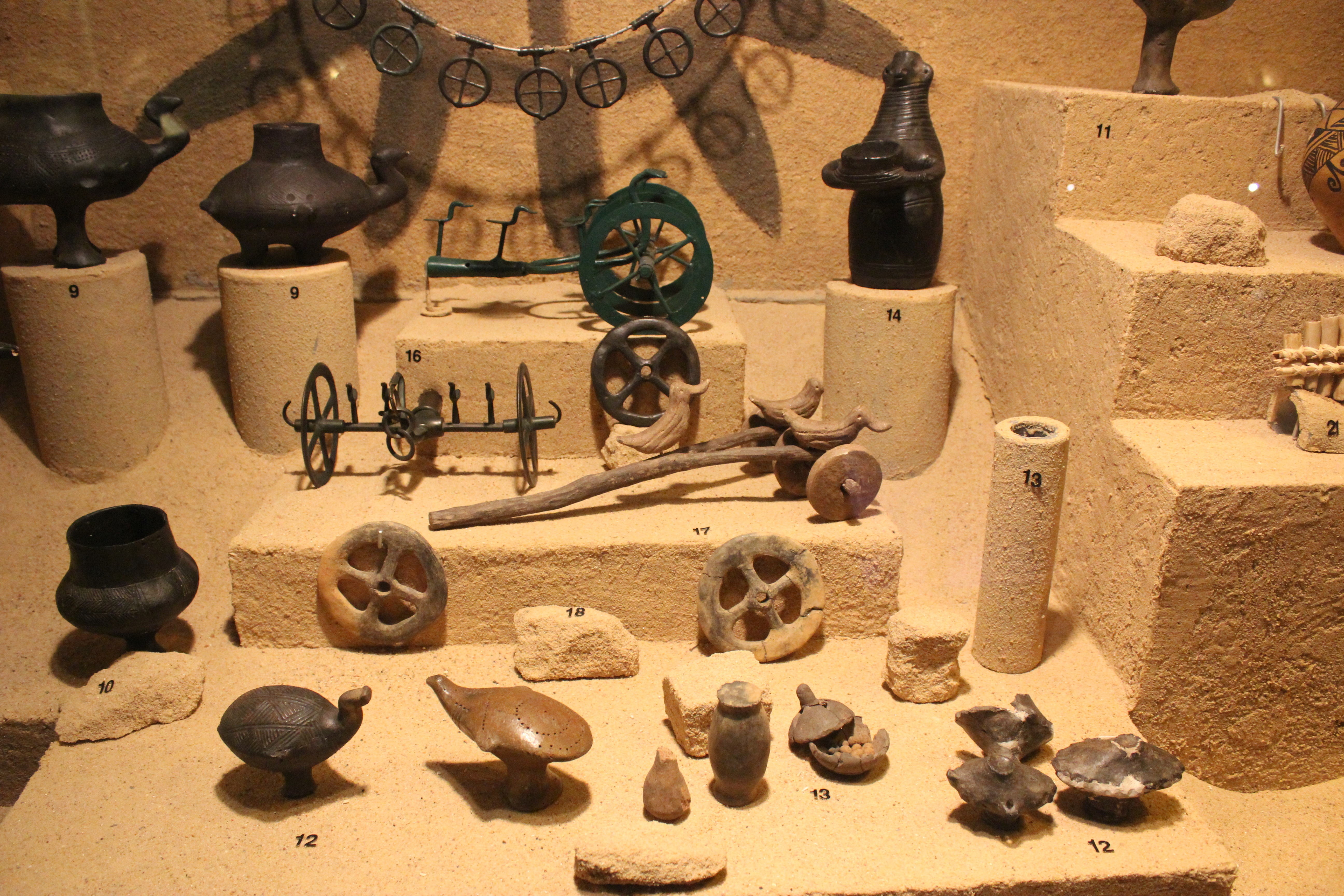
청동 및 세라믹 모형
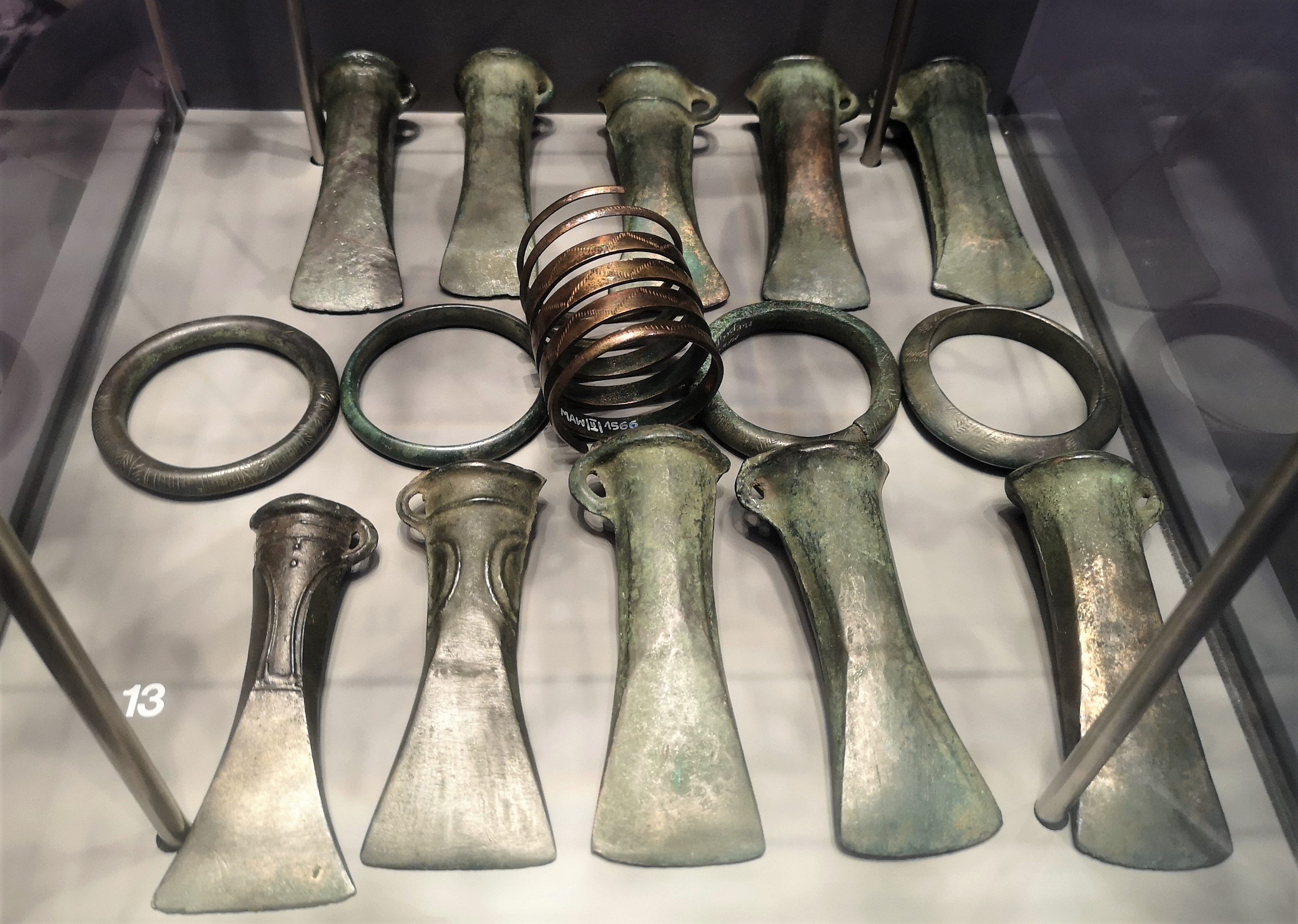
소켓 도끼와 및 팔찌
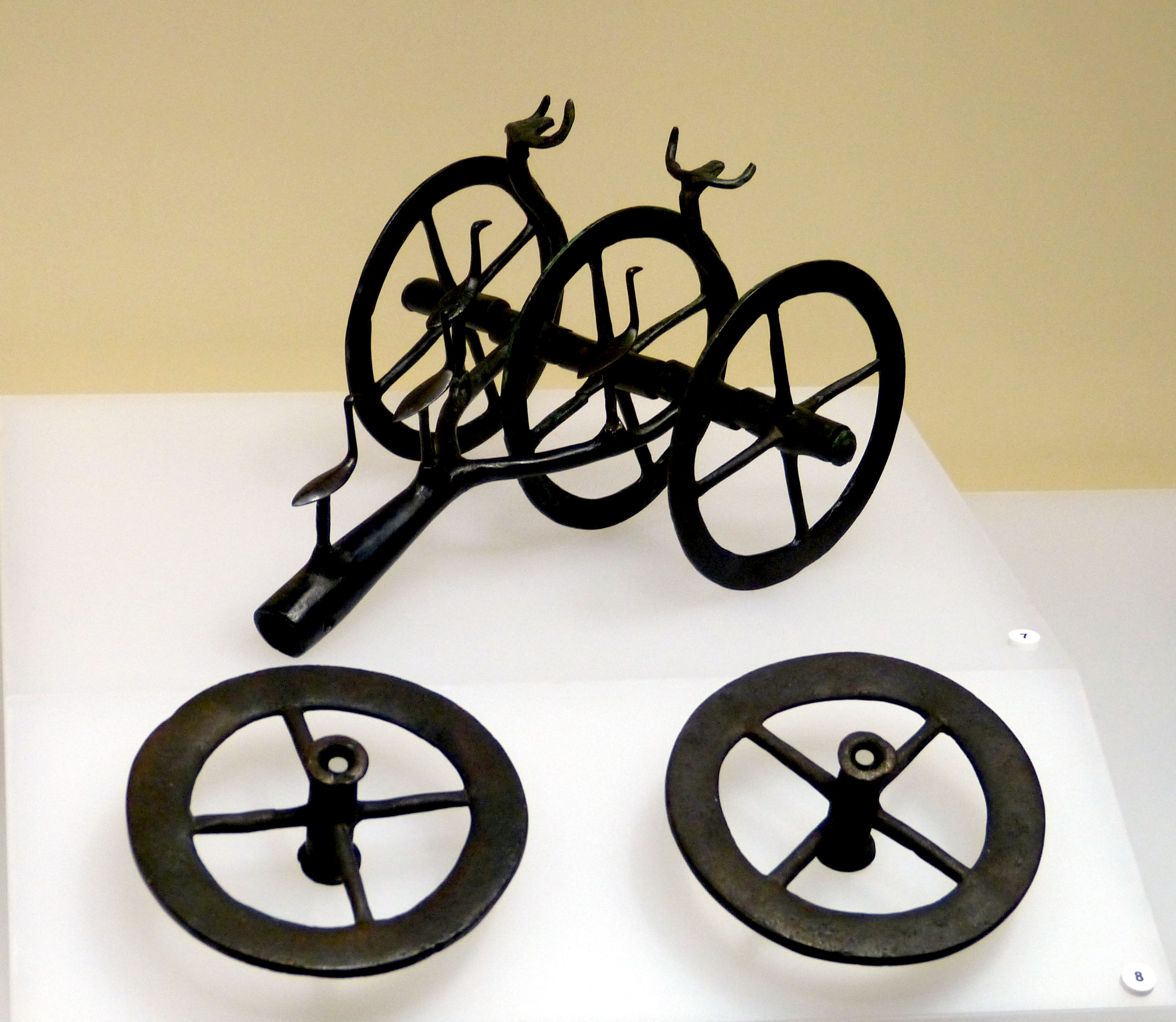
청동제 제례 마차 모형
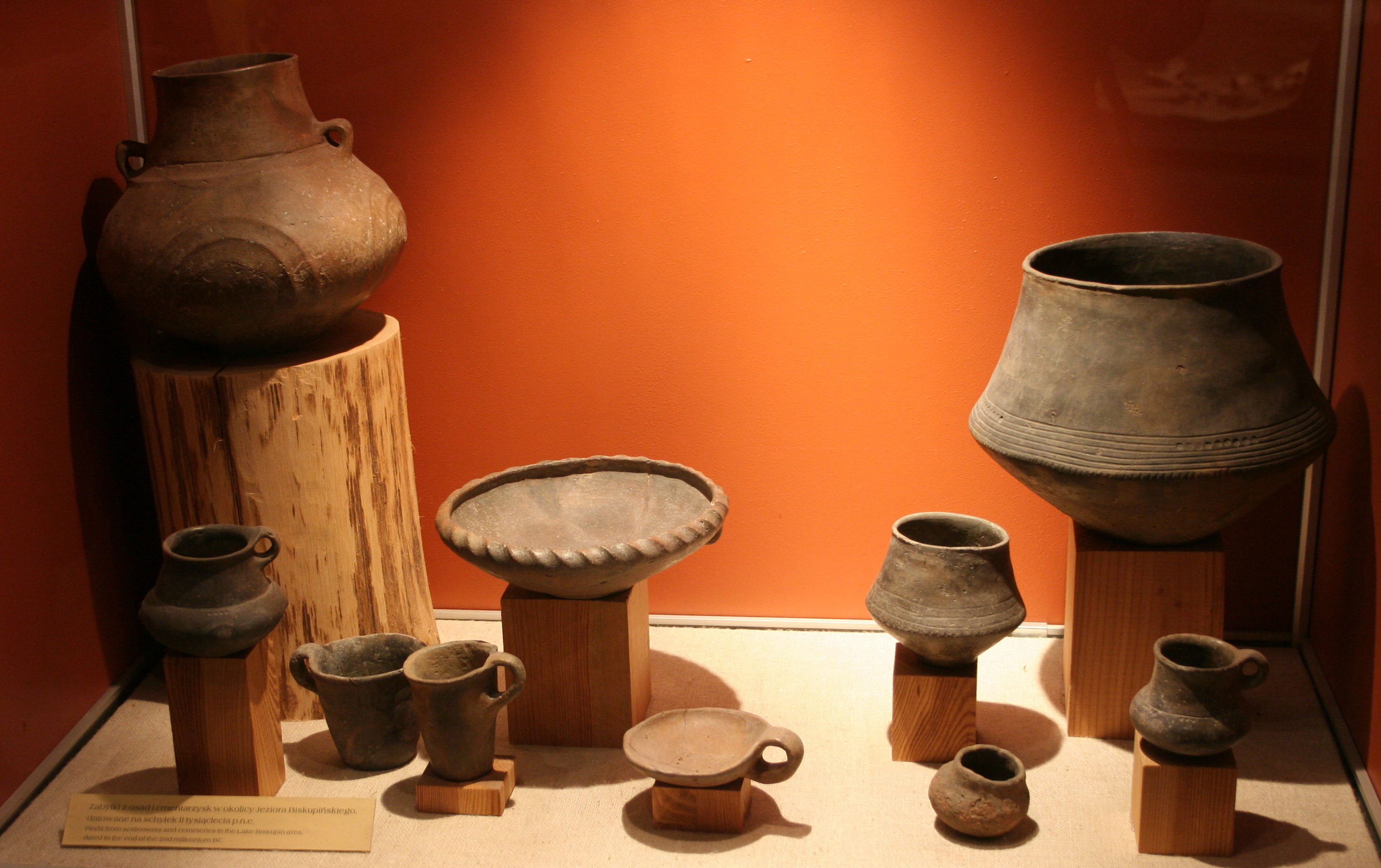
비스쿠핀에서 출토된 도기
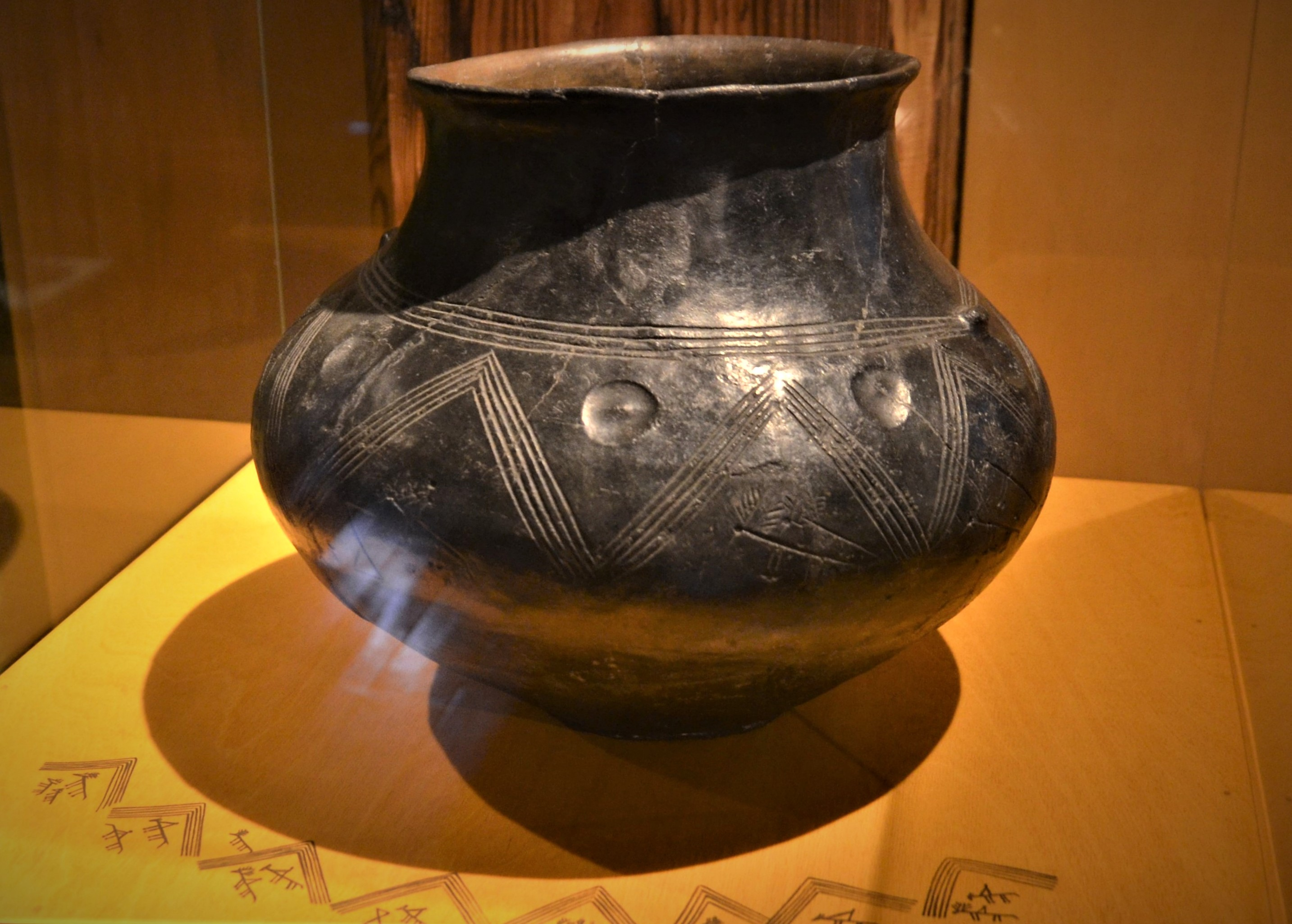
루스티아 원통형 항아리

## 관련 자료
- J. M. Coles and A. F. Harding, The Bronze Age in Europe (London 1979).
- Dabrowski, J. (1989) Nordische Kreis und Kulturen Polnischer Gebiete. Die Bronzezeit im Ostseegebiet. Ein Rapport der Kgl. Schwedischen Akademie der Literatur-Geschichte und Altertumsforschung über das Julita-Symposium 1986. Ed Ambrosiani, B. Kungl. Vitterhets Historie och Antikvitets Akademien. Konferenser 22. Stockholm.

## 같이 보기
- 루사티아
- 언필드 문화
- 북유럽 청동기 시대
- 할슈타트 문화